# 윌리엄 H. 수어드
윌리엄 헨리 수어드(영어: William Henry Seward, 1801년 5월 16일 ~ 1872년 10월 10일)는 에이브러햄 링컨과 앤드루 존슨 정권 아래 국무장관(1861년 ~ 1869년)을 지낸 미국의 공화당 정치인으로 미국 남북 전쟁 시기를 통하여 중요한 정치적 인물이었다. 전쟁이 일어나는 동안 그는 국무장관으로서 링컨 대통령 행정부에 가입하여 링컨이 가장 신임하는 조언자들 중의 하나가 되었다. 수어드는 남부 제주의 재통합기(남부의 주들이 재건되고 합중국에 가입한 1865년부터 1877년까지의 시기)의 첫 세월을 통하여 국무장관으로서 자신의 직위에 남아있었다. 이 시기 동안 수어드는 존슨과 남부에 향한 그의 관대한 정책들을 후원하였고, 러시아로부터 알래스카 매매를 협상하였다.

## 뉴욕주의 시골에서 자라오며
뉴욕주의 남부 지방에서 작은 마을인 플로리다에서 태어났다. 그의 부친 새뮤얼 수어드는 어린 윌리엄과 그의 5명의 형제·자매와 매우 엄했던 부유한 지주였다. 모친 메리 제닝스는 친절과 애정과 함께 자식들을 대하였다.
소년으로서 수어드는 가족의 농장 주위에 가축 시중의 완전한 몫을 가졌다. 자신의 어린 시절을 통하여 건강 문제들이 그를 괴롭혔어도 자신의 부모들을 만약 자신이 농장일 혹은 다른 분투적인 종사에 뒤를 이으는 데 힘을 가지는 게 아닐까 생각하는 것으로 이끌었다.
1816년 수어드의 부친은 셰넉터디에 있는 남자 학교인 유니언 칼리지에 입학시켰다. 수어드는 자신의 전공들에서 뛰어났으며 4년 후에 정상의 명예들과 함께 졸업하였다. 1822년 10월 그는 법학 시험을 통과하여 뉴욕주에서 법률 개업을 할 수 있게 되었다. 시험을 통과한지 곧 후에 그는 오번에 있는 법률 상회에서 직위를 받아들여 자신 일생의 나머지를 위하여 자택을 유지하였다. 1824년 그는 그 지방의 소녀 프랜시스 밀러와 결혼하였다.

## 법률과 정치들
수어드의 법률 개업은 1820년대 동안 매우 성공적이 되었다. 세월이 지나면서 수어드는 변호사를 지내는 아이디어로 전혀 열중하게 되지 않았다. 대신 그는 지방과 주의 정책들에 관심을 가지게 되었다. 1830년 그는 주의 상원으로 선출되어 빠르게 뉴욕주의 가장 영광스러운 어린 입법자들 중의 하나로서 나타났다. 이 시간 동안 그는 자신의 번영하는 법률 개업을 유지하였으나 자신의 정력의 대부분을 자신의 상원 임무들에 바쳤다.
1830년대 중반에 수어드는 강한 국가의 은행, 높은 관세들과 가난한 사람들을 돕는 데 꾸며진 사회 개혁들을 믿은 새로운 정당 휘그당의 헌신적인 당원이 되었다. 1834년 그는 휘그당 후보로서 뉴욕주의 지사를 위하여 나가 결정적으로 패하였다. 하지만 4년 후에 그는 상당한 크기의 차이에 의하여 주지사 직을 이겼다.

## 뉴욕주지사 시절

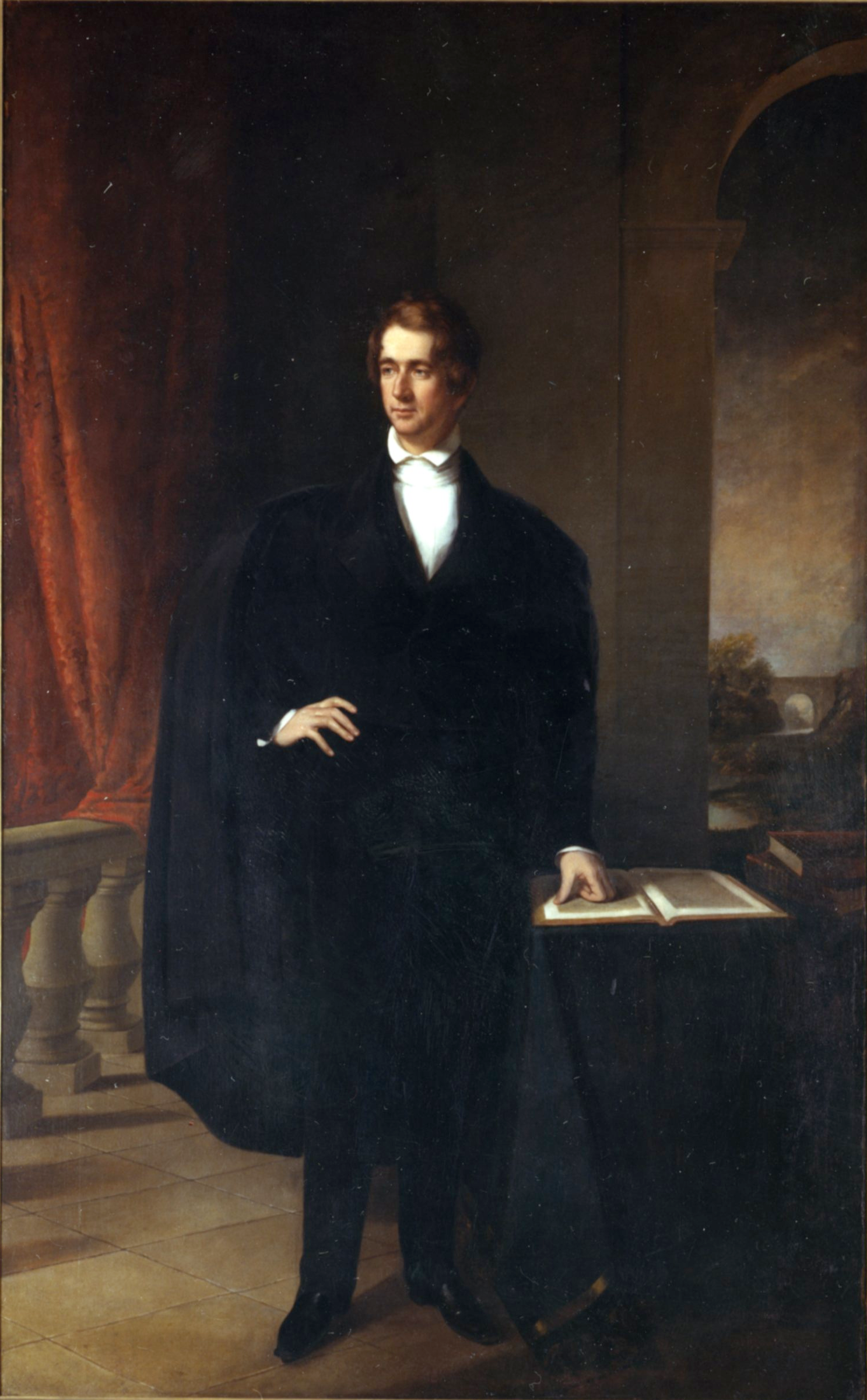
뉴욕 주지사 시절의 수어드의 초상화

수어드는 1839년부터 1843년까지 2개의 기간들을 위하여 뉴욕주지사를 지냈다. 이 시간 동안 그는 교육을 향상시키고, 경제적 발전을 늘이고, 주의 운하와 철도 조직들을 확장시키며 교도소들에서 상태를 향상시키는 데 자신의 노력들로 넓게 알려지게 되었다. 그는 예를 들어 이민자 어린이들을 위한 교육적 기회들을 확장시키는 데 열심히 일하고, 뉴욕주 교도소 조직에서 무서운 상태들을 경감하는 데 노력하였다.
수어드의 노예제에 반대도 또한 이 시기 동안에 증거가 되기도 하였다. 그는 자유 흑인과 도망 노예들 둘다의 인권을 늘인 법안들을 보증하였고, 교육을 얻는 데 흑인 어린이들을 위하여 더욱 쉽게 만드는 법률들을 바꾸었다. 노예제에 수어드의 전망들이 그가 버지니아주의 노예 주인들과 쓰라린 결투에 들어갈 때 더욱 잘 알려지게 되었다.
뉴욕주에서 온 3명의 흑인 선원들이 자신들의 배에 버지니아주의 노예를 밀수하는 데 비성공적으로 시도할 때 1839년 수어드의 버지니아주와 분쟁이 일어났다. 버지니아주지사가 음모에 관하여 알았을 때 그는 3명의 선원들이 재판을 위하여 버지니아주의 공무원들에게 넘겨져야 한다고 요구하였다. 수어드는 노예제의 관례에 공격을 가하고 버지니아주의 요구들을 무시하면서 응답하였다.

## 상원에 들어가다

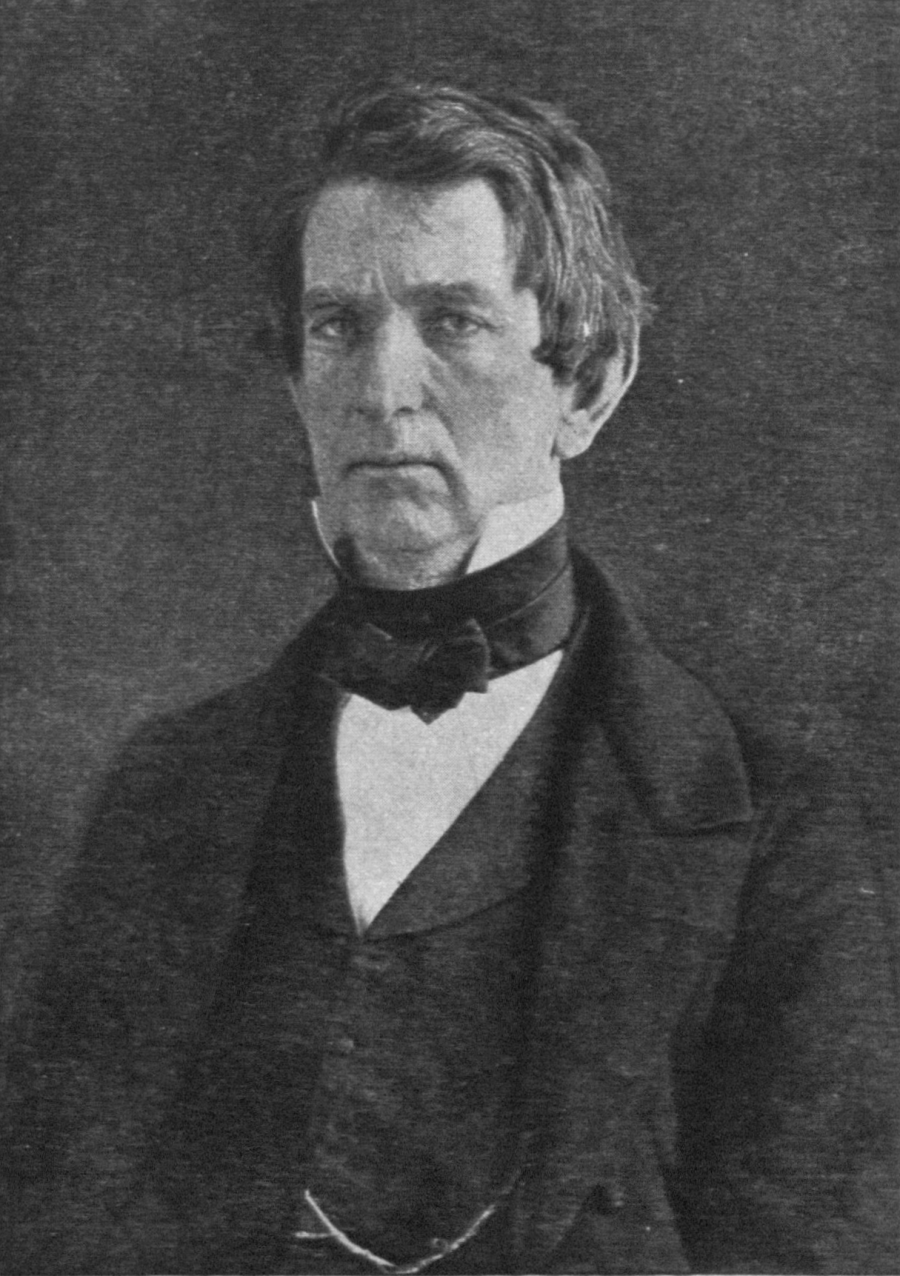
상원 시절의 수어드 (1851년)

수어드는 1842년 뉴욕주지사 직의 지위를 추구하지 않기로 결정하였다. 이전 몇년의 정치적 투쟁들이 그를 지치게 하였고, 그는 자신에게 휴식 취하기가 필요하다고 결정하였다. 그는 자신의 법률 개업으로 돌아와 자신이 주지사로서 축적하면서 몇몇의 큰 빚들을 지불하는 데 충분한 돈을 만들었다.
1840년대 중반에 의하여 정치를 위한 수어드의 열광이 돌아왔다. 1849년 그는 자신의 노예제의 비판이 강렬하게 만들어진 미국 상원으로 선출되었다. 미국의 서부 영토들로 노예제를 확장시키는 데 남부의 노력들에 놀란 그는 노예제에 의지하는 남부와 노예제가 증가적으로 부도덕하게 보인 북부의 주들 사이에 훗날의 전쟁을 경고하였다. 1850년대 중반에 수어드는 노예제에 불일치들 때문에 해산된 휘그당을 떠났다. 그는 공화당으로 알려진 새로운 반노예주의 정당에 입당하였다.
몇달의 문제 안에서 수어드는 새로운 당의 지도적인 반노예주의 대변자들 중의 하나로 나타났다. 10월 25일 예를 들어 그는 로체스터에서 유명한 연설을 하여 남부의 노예제에 기초를 둔 경제와 북부의 자유 노동 경제 사이에 억압할 수 없는 논쟁의 접근을 경고하였다. 그는 "미국은 곧 혹은 후에 전체적으로 노예 소유의 국가 혹은 전체적으로 자유 노동의 국가가 되어야 할 것이다."라고 진술하였다.
1860년에 의하여 수어드는 상원으로서 자신의 2번째 완전한 기간을 완료하고, 미국의 대통령을 위하여 나가는 것에 대하여 생각하고 있었다. 모든 후에 그는 미국의 가장 잘 알려진 정치적 지도자들 중의 하나였고, 자신이 많은 영향적인 공화당 지도자들로부터 성원에 셀 수 있었던 것을 알았다. 그해 가을의 선거에서 공화당이 대통령을 위하여 자신들의 후보를 선발할 시간이 가까이 오면서 수어드는 자신이 후보직을 이길 것에 확실하였다.
그 일이 거절되면서 후어드는 당의 후보직을 받지 않았다. 어떤 대표들은 뉴욕주지사로서 그의 과거의 정책들 때문에 그를 반대하였다. 다른이들은 자신들이 수어드의 반노예주의 평판이 남부의 투표인들과 함께 그를 인기없게 만들 것을 알았기 때문에 그를 상대로 투표하였다. 이 요인들은 대통령직을 위하여 공화당 후보직을 사로 잡는 데 에이브러햄 링컨으로 불린 비교적으로 알려지지 않은 정치인을 가능하게 하였다. 링컨의 승리는 국가의 나머지는 물론, 수어드와 그의 성원자들에 충격을 주었다. 그러나 오번에 있는 저택에서 몇주를 보낸 후에 수어드는 링컨의 선거를 위하여 활동적으로 운동을 벌였다.

## 남북 전쟁의 시작
1860년 11월 북부의 투표인들로부터 넓게 퍼진 성원은 미국의 제16대 대통령이 되는 데 링컨이 민주당 후보들 스티븐 더글라스와 존 C. 브레킨리지 부통령을 꺾는 데 가능하게 하였다. 링컨의 승리는 남부의 주들을 격분시켰다. 공화당원들은 당이 협상과 타협을 통하여 노예제에 북부-남부의 다른 점들을 진정시키는 것을 원해던 것을 수어드가 백인 남부인들을 안심시키려고 한 것처럼 "급진적 노예주의 폐지론자"의 대신 링컨을 후보로 임명하는 데 자신들의 결정을 희망하였다. 그러나 대부분의 백인 남부인들을 전부의 공화당원들이 서로 똑같다고 믿었다. 그들은 자신들의 경제와 사회 생활들의 근본 이념으로서 보인 노예제를 링컨이 폐지하는 데 즉시의 단계들을 가져갈 것에 걱정하였다.
결과로서 다수의 남부의 주들은 링컨의 선거에 이어 미국 자체로부터 탈퇴하였다. 미국 정부의 통치에서 자신들의 적들과 함께 그들은 독립적인 주들로서 자신들의 권리들을 보호할 수 있던 단 하나의 방향으로 느낀 것은 합중국을 떠나는 것이었다. 그러나 그 일은 북부가 남부의 주들을 합중국에 간직하는 데 싸울 것이라고 명확해졌다. 몇달의 문제 안에 양쪽은 전쟁에 들어갔다.

## 링컨의 국무장관

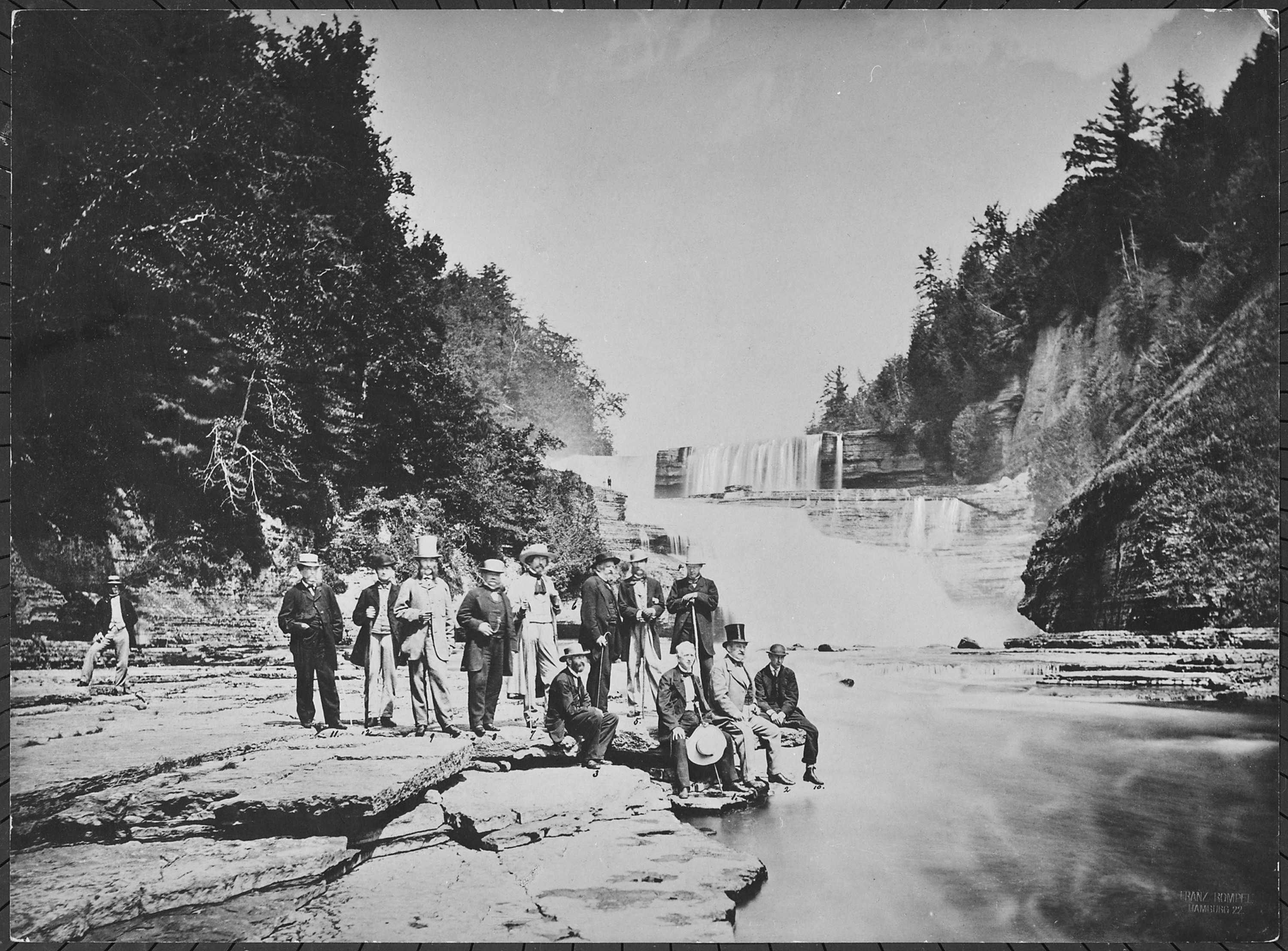
뉴욕주에서 세계 강국들의 대표들의 모임을 주최하며 (모자를 벗은 이가 수어드)

링컨이 1860년 대통령 선거를 이길 때 그는 수어드에게 자신의 국무장관으로 지내는 데 수어드에게 의문하였다. 수어드는 직위를 받아들여 전체의 내각에서 가장 중요한 직위였다. 워싱턴 D. C.에 도착에 후어드는 자신이 만약 대통령이었다면서 활동하였다. 국가를 지도하는 데 링컨의 능력들에 관하여 의심많은 그는 다양한 정책 논점들에 관하여 대통령을 강의하였고 군사 전략을 지시하는 시도를 하였다.
수어드의 활동들은 링컨을 화나게 하였다. 그러나 대통령은 뉴욕주 출신이 찬란한 입법자이며 재능이 있는 정치인이었다는 것을 알았다. 결과로서 국무장관이 링컨 자신이 하고 있던 것을 알았다고 깨닫을 때 그는 교묘하게 1861년 중반까지 수어드의 작전적 행동을 중립시켰다. 그 요점부터 수어드는 자신의 역할을 받아들여 링컨 행정부의 가장 중요한 내각원이 되었다.
남북 전쟁이 진행되면서 수어드는 많은 방향에서 링컨에게 자신의 가치를 증명하였다. 예를 들어 만약 영국 혹은 프랑스가 맹방 정부를 위하여 성원을 선언한다면 합중국이 남부의 주들을 풀어주거나 유럽과 재난의 교역 전쟁을 일으킬 것 같다는 것을 인정하였다. 수어드는 맹방의 독립 주장의 인정을 보류하는 데 영국과 프랑스를 납득시키는 자신의 외교적 실력들을 이용하였다. 그는 또한 군함, 무기와 다른 공급물들과 함께 남부를 마련하는 것으로부터 외국의 국가들을 방지하는 데 중재하였다.
1865년의 봄에 전쟁이 끝날 무렵 수어드는 링컨에게 가까운 친구이자 신임적인 조언자가 되었다. 모든 후에 그들은 합중국을 복구하는 데 함께 이전의 4년 세월을 보냈으며, 자신의 전쟁 시기의 정책들을 싫어한 비판들로부터 서로 방어하였다. 4월 14일 그들의 우정과 연합은 비극적인 종말로 왔다. 그날 저녁 열광적인 남부인들이 갈라진 사거너들에 이들을 둘다 공격하였다. 수어드는 자신의 워싱턴 D. C. 저택의 침실에서 공격을 당하여 몸가짐의 사고로부터 회복하였다. 그는 루이스 페인의 손들에 찔린 몇몇의 상처를 겪었으나 급습을 생존하였다. 링컨은 워싱턴 D. C.의 포드 극장에서 연극에 참석한 동안 존 윌크스 부스에 의하여 살해되었다.

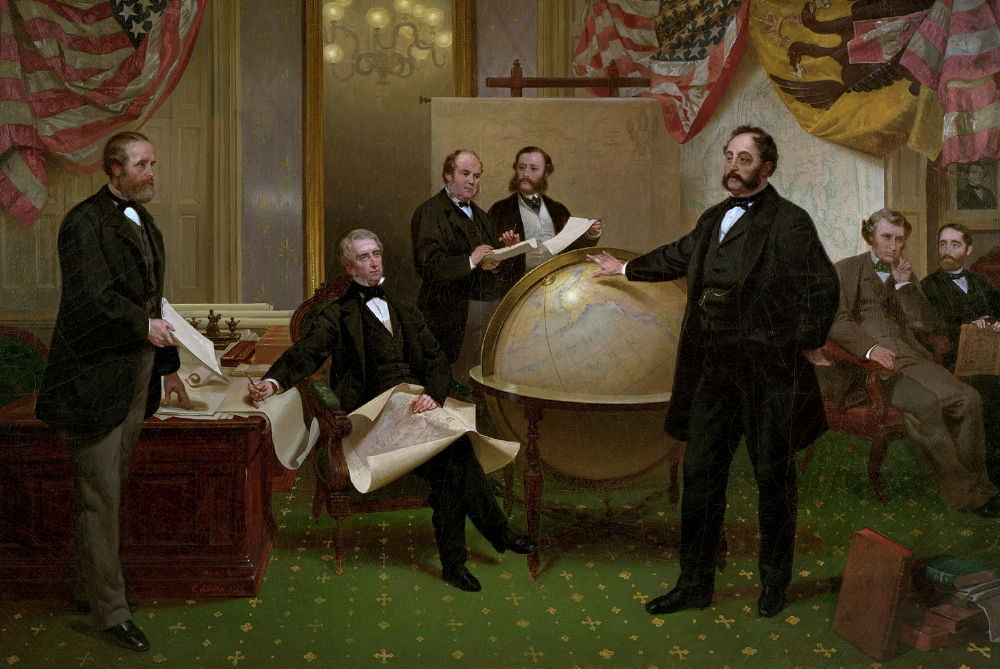
알래스카 매입 조인식에서 (중앙에 앉은 이가 수어드 국무장관)

## 수어드의 위대한 공헌
링컨의 사망은 1865년 4월 15일 앤드루 존슨 부통령이 대통령직으로 도약하였다. 수어드는 존슨 행정부에서 국무장관으로서 지속적으로 지냈다. 그는 남부에 너무 너그러워 온 것에 넓게 비판을 받은 존슨의 남부 제주의 재통합 정책들을 성원하였다. 남부의 주들을 합중국으로 복구하는 데 존슨의 접근을 방어한 수어드는 "역사는 더욱 활수하고 관대한 정복자들이 정복하는 것을 보이고 있으며, 더욱 곧 승리는 화해와 오래가는 평화에 의하여 따라져왔다."고 주장하였다.
1867년 수어드는 자신이 7.2백만 달러를 위하여 러시아로부터 알래스카 매매를 협상하였을 때 자신의 가장 주목할 만한 전쟁 이후의 공헌을 이루었다. 어떤이들이 그가 거리가 먼 얼음과 산들의 대지를 위하여 너무 많은 돈을 낸 것을 믿을 수 없었기 때분에 "수더의 어리석은 행동"으로서 알래스카의 획득을 귀착시켰다. 시간이 지나면서 미국인들은 수어드의 대지의 매매는 사상 위대한 거래들 중의 하나였다는 것을 알아차렸다.
율리시스 S. 그랜트 장군이 미국의 대통령이 되었을 때 수어드는 1869년 3월에 자신의 정부 직위를 떠났다. 그는 오번으로 돌아왔으나 퇴직에 쉴틈이 없게 되었다. 그는 이어서 어떤 가족의 친구들과 함께 세계 순방에 나섰다. 오번에 돌아온지 짧은 후에 그의 건강이 쇠퇴하기 시작하였다. 1872년 10월 10일 71세의 나이로 사망하였다.

## 같이 보기
- 알래스카 매매
- 앤드루 존슨

## 역대 선거 결과
| 선거명      | 직책명                | 대수 | 정당   | 득표율 | 득표수    | 결과 | 당락                 |
| ----------- | --------------------- | ---- | ------ | ------ | --------- | ---- | -------------------- |
| 1834년 선거 | 뉴욕 주지사           | 11대 | 휘그당 | 48.16% | 168,969표 | 2위  | 낙선                 |
| 1838년 선거 | 뉴욕 주지사           | 12대 | 휘그당 | 51.39% | 192,882표 | 1위  | 뉴욕 주지사 당선     |
| 1840년 선거 | 뉴욕 주지사           | 12대 | 휘그당 | 50.29% | 222,011표 | 1위  | 뉴욕 주지사 당선     |
| 1849년 선거 | 상원의원 (뉴욕 제3부) | 31대 | 휘그당 | 80.13% | 121표     | 1위  | 뉴욕주 상원의원 당선 |
| 1855년 선거 | 상원의원 (뉴욕 제3부) | 34대 | 공화당 | 58.00% | 87표      | 1위  | 뉴욕주 상원의원 당선 |